# 鮫洲運転免許試験場

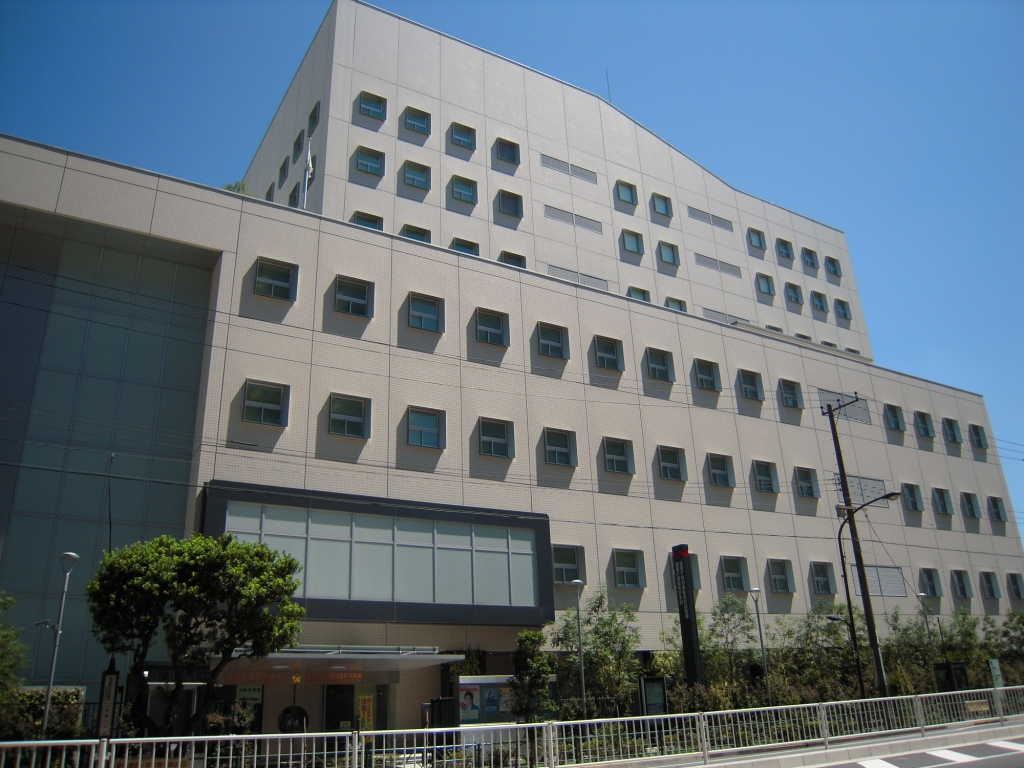
現庁舎（2014年8月撮影）

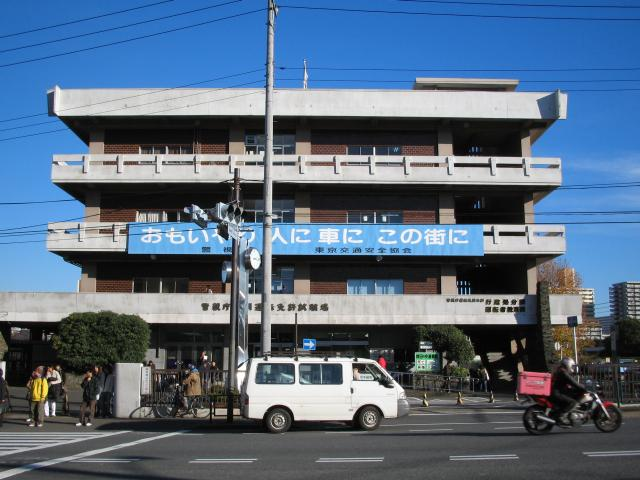
取り壊された旧庁舎

鮫洲運転免許試験場（さめずうんてんめんきょしけんじょう）は、警視庁が管理する運転免許試験場である。所在地は、東京都品川区東大井1-12-5。

## 概要
技能試験は全車種（中型二種およびバス型の車両を使用しての中型仮免許を除く）行っている。東京都区部では最も設立が古く、皇族の運転免許証取得時の審査、自動車教習所を経ない受験者のための技能検定コースの設置や、身体障害者の運転免許証取得の際の運動機能審査など事務分野が広い。
2010年（平成22年）12月から2016年（平成28年）3月まで改築工事のため、一部業務が府中運転免許試験場に移管されていた。運転免許証更新の場合は、即日発行が可能な試験場である。

## 歴史
- 2013年10月 - 老朽化により建て替え、現在の庁舎が完成する。
- 2016年 - 1階が大型車用、2階を普通車用とする試験コースが完成。

## 交通機関・アクセス
- 京急本線 鮫洲駅[1]から徒歩8分
- 東京モノレール羽田空港線 大井競馬場前駅から徒歩15分
- 東京臨海高速鉄道りんかい線 品川シーサイド駅B出口から徒歩15分
- JR・京急本線 品川駅（高輪口）から都営バス【品93 - 大井競馬場行き】「鮫洲運転免許試験場前（東京運輸支局前）」下車徒歩1分（所要約15分）
- JR・東急目黒線・東京メトロ南北線・都営地下鉄三田線 目黒駅前発 都営バス【品93 - 大井競馬場行き】「鮫洲運転免許試験場前（東京運輸支局前）」下車徒歩1分（所要約25分）
- JR・東急大井町線・東京臨海高速鉄道りんかい線 大井町駅東口発 都営バス【井92 - 八潮パークタウン（循環）】「都立産業技術高専品川キャンパス前」下車徒歩5分（乗車時間約9分）
- JR 大森駅東口から京浜急行バス【井19 - 大井町駅西口行き】「大井消防署前」または「南品川三丁目」下車徒歩9分（乗車時間約9～11分）